# Leptasthenura
Leptasthenura är ett av två släkten sprötstjärtar i familjen ugnfåglar inom ordningen tättingar. Släktet omfattar nio arter som förekommer i Sydamerika:
- Brun sprötstjärt (L. fuliginiceps)
- Tofssprötstjärt (L. platensis)
- Gråryggig sprötstjärt (L. aegithaloides)
- Streckad sprötstjärt (L. striolata)
- Rostkronad sprötstjärt (L. pileata)
- Cuzcosprötstjärt (L. xenothorax)
- Strimryggig sprötstjärt (L. striata)
- Andinsk sprötstjärt (L. andicola)
- Araucariasprötstjärt (L. setaria)

Tidigare fördes även gyllenbrun sprötstjärt hit, men genetiska studier visar att den är systerart till trådsprötstjärten (Sylviorthorhynchus desmurii) och har därför förenats med denna i samma släkte.